# キヤノン EOS 5Ds
キヤノン EOS 5Ds（イオス ファイブディーエス）は、2015年6月18日に発売されたキヤノン製デジタル一眼レフカメラである。撮像素子は、約5060万画素のCMOSセンサーを採用し、サイズは35mmフルサイズ(36.0×24.0mm)である。記憶媒体は、CFカード（タイプI、II準拠、UDMA対応 Mode7まで対応）SD/SDHC/SDXCメモリーカードツインスロットを採用する。
EOS 5Dsからローパスフィルターの機能をキャンセルした高解像度重視モデルのEOS 5Ds Rも存在する。
2015年現在、「デジタル一眼レフカメラEOSシリーズ」の製品ラインアップ中、「ハイアマチュアモデル」に位置づけられている。

## 構造
本機は2015年6月の製品発売時点で、当時発売されていたデジタル一眼レフカメラとしては最高の画素数を誇るモデルである。発表当時、キヤノンのデジタル一眼レフカメラで最も高い画素数を有するモデルは2012年3月に発売された「EOS 5D MarkIII」の2,230万画素であったが、それを大幅に上回っている。
基本的な製品仕様や性能はEOS 5D MarkIIIを踏襲しているものの、撮影時に発生する手ぶれやカメラぶれの抑制のために各部の設計が見直されている。
底面シャーシは肉厚のステンレスを採用して強固な構造とし、三脚・雲台との一体性を高めている。
撮像素子は新規に開発され、他社のフルサイズ一眼レフで3000万画素程度のセンサーを搭載した製品が出回っていたことや市場からの高画質化に対する需要から、それらとの差別化を図る意味から5000万画素を目指すこととなった。APS-Cサイズのセンサーと同程度の画素ピッチサイズ を有するフルサイズセンサーとなり、画素数は5060万画素とされた。
ミラーショックを軽減するため、ミラー動作をモーターとカム軸による制御機構とした。
店頭での実売価格は2015年10月現在で40～50万円 と、上位機種でかつプロフェッショナル向け機種であるEOS-1D Xにも迫る価格ではあるが、前述のとおり本機はハイアマチュア向けのフルサイズデジタル一眼レフカメラ「EOS 5Dシリーズ」の一機種として位置付けられている。
他社で競合する機種としてはニコンD810、ソニーα7R IIが存在する。

## 主な仕様
ローパスフィルターキャンセリング機能の有無以外はEOS 5Ds、EOS 5Ds Rとも共通仕様。

### 基本仕様
- 型式：ストロボ内蔵、デジタル一眼レフレックスAF・AEカメラ
- 記録媒体：CFカード（タイプI、II準拠、UDMA対応 Mode7まで対応）SD/SDHC/SDXCメモリーカードツインスロット
- 撮像画面サイズ：36.0×24.0mm（35mmフルサイズ）
- 使用レンズ：キヤノンEFレンズ群
- レンズマウント：キヤノンEFマウント

### 撮像素子
- 撮像素子形式：CMOSセンサー（設計・製造：キヤノン[5]）
- カメラ部有効画素：約5060万画素（記録画素数：最大8688×5792ピクセル）
- アスペクト比：3:2
- ダスト除去機能：自動・手動・ダストデリートデータ付加

### 記録形式
- 記録フォーマット：DCF 2.0
- 画像タイプ：JPEG・RAW(14bit)[* 3]・RAW+JPEG同時記録可能
- クロップ撮影、アスペクト比設定撮影可能：フルサイズ、約1.3倍（クロップ）、約1.6倍（クロップ）、1:1（アスペクト）、4:3（アスペクト）、16:9（アスペクト）

### 画像処理
- オート、スタンダード、ポートレート、風景、ディテール重視、ニュートラル、忠実設定、モノクロ、ユーザー設定1～3
- ホワイトバランス：オート、プリセット（太陽光、日陰、くもり、白熱電球、白色蛍光灯、ストロボ）、マニュアル、・色温度指定（約2500～10000K〈100Kステップ〉）・ホワイトバランス補正、ホワイトバランスブラケティング可能
- ノイズ低減：長秒時露光のノイズ低減、高感度撮影時のノイズ低減に対応
- 画像の明るさ自動補正：オートライティングオプティマイザにより対応
- 高輝度側･階調優先：可能
- レンズ光学補正：周辺光量補正、色収差補正

### ファインダー
- ファインダー方式：ペンタプリズム使用、アイレベル式
- 視野率：上下/左右とも約100%
- 倍率：約0.71倍
- アイポイント：約21mm[* 4]
- 視度調整範囲：約－3.0～＋1.0m−1(dpt)
- フォーカシングスクリーン：固定式
- ミラー：クイックリターン式
- 被写界深度確認：可能

### オートフォーカス
- フォーカス方式：専用AFセンサーによるTTL二次結像位相差検出方式
- 測距点：61点（クロス測距点：最大41点）
- 輝度範囲：EV –2～18（常温・ISO100）
- フォーカスモード：AF（ワンショットAF、AIサーボAF、AIフォーカスAF）、MF（手動）
- 測距エリア選択モード：スポット1点AF（任意選択）、1点AF（任意選択）、領域拡大AF（任意選択上下左右）、領域拡大AF（任意選択周囲）、ゾーンAF（ゾーン任意選択）、ラージゾーンAF（ゾーン任意選択）、61点自動選択AF
- 測距点自動選択条件：EOS iTR[* 5] AFの設定による （顔／色情報を使用したAFが可能）
- AFカスタム設定ガイド機能：Case1～6
- AIサーボAF特性：被写体追従特性、速度変化に対する追従性、測距点乗り移り特性
- AF機能のカスタマイズ：16種類
- AF微調整：AFマイクロアジャストメントにより対応
- AF補助光：内蔵ストロボ間欠発光方式

### 露出制御
- 測光方式：252分割TTL開放測光15万画素RGB＋IR測光センサー使用、
  - 評価測光（すべてのAFフレームに対応）
  - 部分測光（中央部・ファインダー画面の約6%）
  - スポット測光（中央部・ファインダー画面の約1.8%）
  - 中央部重点平均測光
- 測光範囲：EV 0～20（常温・ISO100）
- 露出制御方式：プログラムAE（全自動、クリエイティブ全自動、プログラム）、シャッター優先AE、絞り優先AE、マニュアル露出、バルブ
- ISO感度（推奨露光指数）
  - シーンインテリジェントオート：ISO100～3200自動設定
  - プログラム(P),シャッター優先AE(Tv),絞り優先AE(Av),マニュアル露出(M),バルブ(B) - ISO100～6400任意設定（1／3、1段ステップ）およびL（ISO50相当）、H（ISO12800相当）の感度拡張が可能
- 露出補正
  - 手動 - 1/3、1/2段ステップ±5段
  - AEB（手動露出補正との併用可能）：1/3、1/2段ステップ±3段
- AEロック
  - 手動：AEロックボタン押しによる
  - 自動：ワンショットAF・評価測光時、合焦と同時にAEロック
- フリッカー低減：可能

### HDR[* 6]撮影
- ダイナミックレンジ調整：自動、±1、±2、±3
- 仕上がり効果：	ナチュラル、絵画調標準、グラフィック調、油彩調、ビンテージ調
- 画像位置自動調整：可能

### 多重露出撮影
- 撮影方法：：機能・操作優先、連続撮影優先] 、
- 多重枚数：2～9枚、
- 多重露出制御：加算、加算平均、比較（明）、比較（暗）

### シャッター
- シャッター形式：電子制御式、フォーカルプレーンシャッター
- シャッター速度：1/8000～30秒（全自動モード）、バルブ、ストロボ同調最高シャッター速度：1/200秒

### ドライブ関係
- ドライブモード：1枚撮影、高速連続撮影、低速連続撮影、静音1枚撮影、
- 静音連続撮影：セルフタイマー：10秒/リモコン、セルフタイマー：2秒/リモコン
- 連続撮影速度
  - 高速連続撮影：最高約5.0コマ/秒
  - 低速連続撮影：約3.0コマ/秒
  - 静音連続撮影：約3.0コマ/秒

### 外部ストロボ
- 対応ストロボ：キヤノン製EXシリーズスピードライト（カメラ側操作で機能設定可能）
- 調光方式：E–TTL II 自動調光
- ストロボ調光補正：1/3、1/2段ステップ±3段
- FEロック[* 7]：可能
- シンクロ端子：あり
- ストロボ制御：ストロボ機能設定、ストロボカスタム機能設定

### 液晶モニター
- 形式：TFT式カラー液晶モニター
- 画面サイズ／ドット数：3.0型(3:2)／約104ドット(VGA)
- 視野率：約100%
- 水準器表示：可能

### インターフェース
- デジタル端子：SuperSpeed USB
- HDMIミニ出力端子：タイプC（解像度自動切り換え） CEC対応
- 外部マイク入力端子：φ3.5mmステレオミニジャック
- リモコン端子：遠隔操作システムN3型に対応
- ワイヤレスリモコン：「リモートコントローラーRC-6」に対応
- Eye-Fiカード ：対応

### 電源
- 使用電池：キヤノン製「バッテリーパック LP-E6N/LP-E6」1個
- 撮影可能枚数（CIPA試験基準
  - ファインダー撮影 - 常温(23℃) 約700枚／低温(0℃) 約660枚
  - ライブビュー撮影 - 常温(23℃) 約220枚／低温(0℃) 約210枚
- 動画撮影可能時間（フル充電のバッテリーパックLP–E6N使用時）
  - 常温(23℃) - 約1時間30分
  - 低温(0℃) - 約1時間25分

### 大きさ・質量
- 大きさ（幅×高さ×奥行き）：約152.0mm×116.4mm×76.4mm
- 質量：約845g（本体のみ）／約930g（CIPAガイドライン準拠）